# Semmi (regény)
A Semmi Janne Teller regénye, melyet eredetileg Dániában betiltottak, mert azt gondolták, hogy "depresszióssá teszi a fiatalokat", ám ennek ellenére világsikerré vált.

## Cselekménye
Pierre mindenáron csak az élet értelmén töpreng, ezért osztálytársai megmutatják, hogy igenis van értelme az életnek: egy kupacba, az úgy nevezett “Fontos Dolgok Halmá-ba” gyűjtik a számukra fontosnak tartott tárgyakat. Bár eredetileg ártatlan játékként indul, hamarosan rendkívül erőszakossá válik: sírgyalázás, nemi erőszak, állatkínzás, csonkítás. Majd miután egyikőjük beárulja a társaságot és tevékenységüket, a rendőrség, később pedig a világsajtó is elkezd érdeklődni irányukba. Pierre-t nagy nehezen végül sikerül meggyőzni, hogy nézze meg a kupacot, de makacs ragaszkodása saját ideológiájához végül az életébe kerül. 

## Magyarul
- Semmi; ford. Weyer Szilvia; Scolar, Bp., 2011